# Weesperpoort

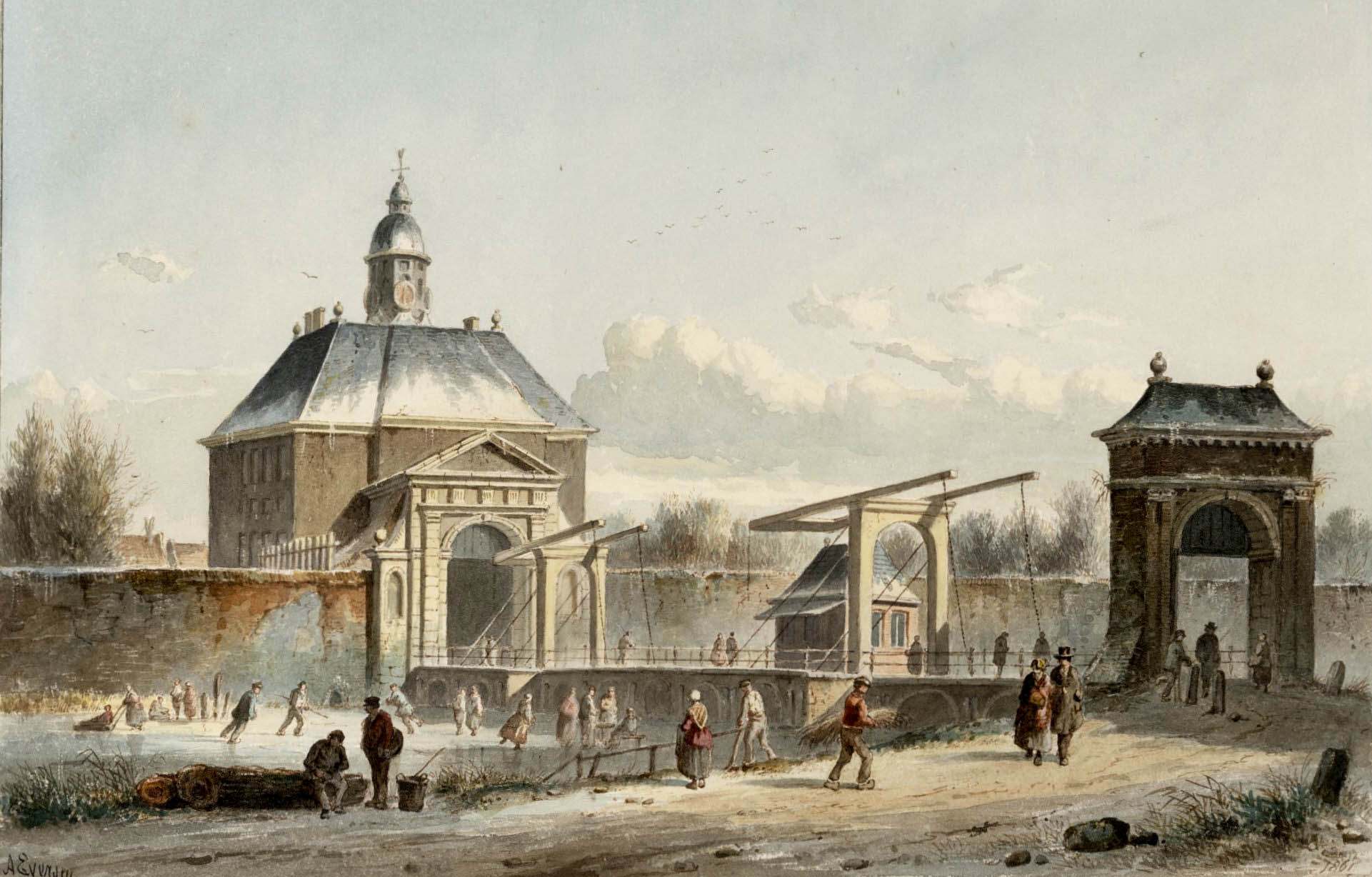
De Weesperpoort geschilderd door Adrianus Eversen in 1850.

De Weesperpoort was een Amsterdamse stadspoort die ruwweg op de plek stond van het huidige Weesperplein. De poort, die werd gebouwd tussen 1661 en 1662, maakte deel uit van de vestingwerken van Amsterdam en was identiek aan de Utrechtsepoort en de Muiderpoort. Daardoor kon een vijand er niet uit afleiden op welke plek in Amsterdam hij zich bevond. 
In 1811 werd het torentje op de poort afgebroken om plaats te maken voor de optische telegraaf, die hier vanuit Parijs de "derde hoofdstad des Rijks" binnenkwam. De stadspoort werd in 1855 gesloopt en vervangen door de Weesperbarrière in 1857. In 1843 werd iets ten zuiden van de Weesperpoort het Station Amsterdam Weesperpoort gebouwd. Behalve de treinen naar Utrecht - Arnhem vertrok daar vanaf 1881 ook de Gooische Stoomtram.